# コントソ
コントソ (Contoso) は、マイクロソフトがサンプル用に使う仮想上の会社またはドメインである。取締役会は業界関係者からなり、ダン・ジャンプCEOが率いている。2011年4月1日のエイプリルフールに、Googleは「コントソはマイクロソフトの技術を諦めて、Google Appsを選んだ」というジョークを飛ばした。

## その他のマイクロソフトのサンプル用会社
- Microsoft Accessでは、ノースウィンド・トレーダーズ(NorthWind Traders)というサンプル会社が、データベース機能のデモ用に使われている。
- Internet Explorer 7ベータ・トライアルでは、ブラウザの新しい高度な認証のデモ用にWoodgrove銀行(https://www.woodgrovebank.com) がサンプル銀行として使われている。
- Microsoft Dynamics CRMでは、学習用教材として、Microsoft Dynamics CRMが展開するアドベンチャーワークスという自転車会社が例として用いられている。Microsoft BizTalk Serverの多くの学習用教材といったMicrosoft SQL Serverのサンプル・データベースも、アドベンチャーワークスを基本としている。
- Internet Explorer 7以降では、マイクロソフトはフィッシングフィルターのテスト用サイトとしてコントソ銀行を使っているが、それは次の場所にある(このサイトはフィルターによってブロックされる)。http://207.68.169.170/contoso/enroll_auth.html
- Microsoft Exchangeでは、練習用の素材として contoso.com というメールテスト用のドメインが使われている。
- 時々、コントソの取引先として、Fourth Coffee (fourthcoffee.com)及び Tailspin Toys (tailspintoys.com) という会社が出てくることがある。他に、Fabrikam (fabrikam.com) というのも例としてよく用いられる。これらのサイトはすべてマイクロソフトのウェブサイトにリダイレクトされる。
- Internet Explorer 8のビデオでは、「サンフランシスコ・パーソナル・ファイナンス」というコントソの銀行が「安全でない」ウェブサイトとして表示されていた。また、Woodgrove銀行にログインする様子が示された。
- Microsoft FrontPage 2003では、マイクロソフトは WingTip 玩具店をデモ用サイトとして使った。また、Microsoft Small Business Server では WingTip 玩具店をテスト・ドライブの入り口として使った。
- Active Directoryフェデレーション・サービス 2.0 のデモでは、マイクロソフトは Adatum.com と treyresearch.net をサンプル会社に使った。
- XMLSerialization のデモでは、cpandl.com と cohowinery.com が使われた[1]。
- Internet Explorer 9のアドオン・パフォーマンス・アドバイザーのビデオでは、コントソ・ツールバーが Internet Explorer を遅くなる様子、そしてツールバーを無効にする方法が示される。
- Microsoft Exams の 70-515, 70-640, 70-680, 70-685 で CONTOSO がドメイン名として使われている。
- Microsoft Outlook2007 で最初にサーバー・テクノロジーを使ったメール・アドレス設定をする際の例として、「Barbara@contoso.net」が使われている。
- リモートデスクトップ接続では、「computer.fabrikam.com」が例として使われている。ネットワーク、ハードウェア、デバイスドライバといった分野のサンプルでは、Fabrikamがよく使われている。